# Företagshypotek
Företagshypotek säkerhetsrätt som uppkommer när en företagsinteckning överlämnas till en borgenär. Företagsinteckning är en säkerhetsrätt i ett företags tillgångar, som till exempel inventarier, varulager och kundfordringar, men utan att dessa behöver specificeras.  Företagsinteckningen kan användas som säkerhet för krediter. 
Näringsidkare eller den som avser att utöva näring kan upplåta företagshypotek i sin näringsverksamhet genom att få visst belopp inskrivet i företagsinteckningsregistret.
Registret förs av Inskrivningsmyndigheten för företagsinteckningar som drivs av Bolagsverket. Myndigheten utfärdar bevis om inteckningen vilket kallas företagsinteckningsbrev. Dessa kan antingen vara skriftliga eller elektroniska.
Ett skriftligt företagsinteckningsbrev pantsätts genom att näringsidkaren överlämnar det som säkerhet till en borgenär. Ett elektroniskt anses ha pantsatts när borgenären har registrerats som inteckningsbrevshavare.
Företagshypoteket omfattar en näringsidkares lösa egendom som hör till näringsverksamheten utom kassa- eller bankmedel, finansiella instrument eller egendom som kan intecknas på annat sätt, till exempel luftfartyg och skepp. Företagshypoteket ger särskild förmånsrätt vid både utmätning och konkurs enligt 5 § förmånsrättslagen. En företagsinteckning som sökts före annan företagsinteckning har företräde. Inteckningar som sökts på samma inskrivningsdag ger lika rätt. På ansökan av den som innehar ett företagsinteckningsbrev ska innehavet antecknas i företagsinteckningsregistret. Ett beslut av inskrivningsmyndigheten får överklagas till tingsrätt.
Vid överklagande tillämpas lagen om domstolsärenden. Den som vill överklaga ett beslut av inskrivningsmyndigheten ska göra det skriftligen. Skrivelsen ska lämnas in till inskrivningsmyndigheten. Om fordran till företagsinteckningen understiger det intecknade beloppet blir det kvarvarande beloppet inte ägarhypotek, till skillnad från pant i fast egendom.
Bestämmelserna om företagshypotek är en återgång till de regler som gällde före 2004.

## Fotnoter
1. ↑  ”Kreditsäkerhet – Bolagsverket”. www.bolagsverket.se. 24 maj 2012. https://www.bolagsverket.se/omoss/flerverksamheter/foretagsinteckningar/ansokaomforetagsinteckning/kreditsakerhet.2565.html. Läst 30 juni 2023.
2. ↑  ”Företagsinteckningar – Bolagsverket”. bolagsverket.se. 7 december 2021. https://bolagsverket.se/omoss/flerverksamheter/foretagsinteckningar.2561.html. Läst 30 juni 2023.
3. ↑  4 kap. 1 § Lag (2008:990) om företagshypotek
4. ↑  1 kap. 2 § Lag (2008:990) om företagshypotek
5. ↑  1 kap. 3 § Lag (2008:990) om företagshypotek
6. ↑  2 kap. 1 § Lag (2008:990) om företagshypotek
7. ↑  5 § Förmånsrättslagen (1970:979)
8. ↑  3 kap. 3 § Lag (2008:990) om företagshypotek
9. ↑  4 kap. 19 § Lag (2008:990) om företagshypotek
10. ↑  4 kap. 23 § Lag (2008:990) om företagshypotek
11. ↑  4 kap. 24 § Lag (2008:990) om företagshypotek
12. ↑  ”Proposition 2007/08:161, Företagshypotek – en bättre säkerhet för lån till företag”. Sveriges riksdag. http://www.riksdagen.se/Webbnav/index.aspx?nid=37&rm=2007/08&bet=161&typ=prop. Läst 13 april 2021.
13. ↑  ”Civilutskottets betänkande 2008/09:CU5, Utskottets förslag och kammarens omröstning”. Sveriges riksdag. http://www.riksdagen.se/webbnav/?nid=3120&doktyp=betankande&bet=2008%2f09%3aCU5. Läst 13 april 2021.